# Cooperative Institute for Severe and High-Impact Weather Research and Operations
Le Cooperative Institute for Severe and High-Impact Weather Research and Operations (CIWRO) est le nouveau nom depuis le 1er octobre 2021 du Cooperative Institute for Mesoscale Meteorological Studies (CIMMS). C'est une institution conjointe entre le National Oceanic and Atmospheric Administration (NOAA)/Office of Oceanic and Atmospheric Research (OAR) et l'université de l'Oklahoma mis sur pied pour partager leurs ressources en recherche de méso-échelle, climat régional et autres sujets connexes. Son mandat s'est élargi à de nouveaux domaines de recherches et institutions collaboratrices lors du renommage. Depuis 2006, ses bureaux sont dans le National Weather Center à Norman (Oklahoma).

## Histoire
Rex Inman a lancé l'idée d'un institut coopératif à l'université de l'Oklahoma (OU) en 1975. En 1978, l'institut a été officiellement créé grâce à un accord de coopération entre l'OU et la NOAA. Il a été l'un des premiers groupes de recherche en météorologie à cette université. Au début, le CIMMS a partagé un espace dans l'ancien bâtiment du laboratoire d'ingénierie de l'OU et établi une collaboration avec le National Severe Storms Laboratory (NSSL) de Norman (Oklahoma) tout près.
En 1980, Yoshi Sasaki a succédé à Inman comme directeur du CIMMS. Il a renforcé les liens avec les partenaires fédéraux et les organisations internationales de l'institut, dont l'université de Kyoto. Son but était de voir les universités, les entreprises privées et le gouvernement s’unir pour atténuer les effets dévastateurs des catastrophes naturelles. En 1986, Doug Lilly devient directeur du CIMMS qui emménage dans ses propres locaux sur le campus de l'OU.
En 1990, des chercheurs du NSSL et du CIMMS ont commencé le développement du logiciel d'analyse des données radar conçu pour améliorer les capacités d'alerte météorologique du National Weather Service, comprenant un ensemble d'algorithmes pour la détection et le suivi des tornades, de la grêle, des mésocyclones, des microrafales et des cellules orageuses. Le système, nommé WDSS, comprenait également une capacité d'affichage de ces informations avec leurs tendances pour chaque radar. Le personnel du CIMMS et du NSSL a rencontré les prévisionnistes opérationnels pour connaître leurs avis sur WDSS qui a été implanté plus tard à travers les États-Unis et qui a été amélioré pour l'analyse des échos sur le réseau NEXRAD. Le WDSS a joué un rôle clé dans les opérations de support météorologique pour les Jeux Olympiques d'Atlanta en 1996, puis lors des Jeux Olympiques suivants à Sydney en 2000.
Peter Lamb est devenu directeur du CIMMS en 1991 a initié le programme scientifique in situ de rayonnement des nuages du sud des grandes plaines dans le nord de l'Oklahoma. Depuis 1994, les chercheurs du CIMMS participent à l'expérience de vérification des origines de la rotation dans les tornades (VORTEX) avec le NSSL. En 1996, les chercheurs du CIMMS ont commencé à collaborer avec la Direction de la formation opérationnelle du National Weather Service (NWS) pour le développement d'outils opérationnels.
En 1997, NSSL a reçu l'autorisation de travailler sur la mise à niveau des radars WSR-88D du réseau NEXRAD avec une technologie à double polarisation et les chercheurs du CIMMS y ont participé. Durant les années 2000, ils ont collaboré avec NSSL sur le radar à commande de phase à multifonctions (MPAR) qui visait à démontrer que les antennes réseau à commande de phase peuvent améliorer la résolution temporelles des observations des précipitations par radar et améliorer le temps d'envoi d'avertissement de tornades.
En 2006, le CIMMS a déménagé au National Weather Center, située sur le campus de recherche sud de Norman de l'OU. Poursuivant ses recherches dans divers domaines de prévision des orages violents et des tempêtes le CIMMS est devenu le 1er octobre 2021, le Cooperative Institute for Severe and High-Impact Weather Research and Operations (Institut coopératif pour la recherche et les opérations sur les conditions météorologiques extrêmes et à fort impact) (CIWRO).

## Description
Le CIMMS/CIWRO est l'un des 16 instituts coopératifs de la NOAA. C'est le plus important centre de recherche de l'université de l'Oklahoma, employant plus de 215 chercheurs, personnel de soutien et étudiants. Sa mission est de promouvoir la recherche collaborative avec la NOAA pour améliorer la compréhension des conditions météorologiques extrêmes et à fort impact pour aider à produire de meilleures prévisions ainsi que des avertissements qui peuvent sauver à la fois des biens et des vies. On s'y concentre principalement sur :
- Nuages convectifs et leur structure ;
- Amélioration de la prévision météorologique de méso-échelle ;
- Effets climatiques des processus de méso-échelle et leur contrôle ;
- Impacts socio-économiques des phénomènes de méso-échelle et leur variation régionale ;
- Recherche en radars météorologiques Doppler ;
- Recherche en détection et surveillance des changements climatiques.